# Trochalus villiersi
Trochalus villiersi är en skalbaggsart som beskrevs av Frey 1966. Trochalus villiersi ingår i släktet Trochalus och familjen Melolonthidae. Inga underarter finns listade i Catalogue of Life.